# Сидоров Василь Іванович
Сидоров Василь Іванович (нар. 20 лютого 1952, село Глинське, Полтавська область) — український інженер, науковець, кандидат технічних наук, винахідник, перекладач, публіцист. Народився в родині селян-колгоспників Сидорова Івана Івановича та Сидорової (Діденко) Мотрони Харитонівни. Дружина Сидорова (до шлюбу Шелест) Ніна Федорівна —  службовиця, син Сидоров Валерій Васильович — програміст. Онуки: Кирило (2002 р.н.) та Аріна (2010 р.н.).

## Освіта
- Полтавська обласна середня загальноосвітня школа-інтернат № 2 (1967);
- Київське суворовське військове училище (1967—1970) — військовий перекладач (французька мова);
- Київське вище військове інженерно–авіаційне училище (1970—1975) — інженер-електрик (автоматичне та приладне обладнання пілотованих повітряних літальних апаратів);
- Київські республіканські курси іноземних мов (1973—1975) — англійська мова;
- Київський політехнічний інститут (1988) — науковий ступінь кандидата технічних наук (оптичні прилади), тема кандидатської дисертації «Широкополосні оптичні п'єзоелектричні дефлектори скануючих оптично-електронних систем», науковий керівник — доктор технічних наук професор Ребрін Юрій Костянтинович.

## Кар'єра
З 06.08.1975 р. — інженер-конструктор відділу головного конструктора, керівник групи квантово-електронних систем відділу автоматизованих систем управління технологічними процесами Ніжинського заводу «Прогрес» ВО «Завод Арсенал», м. Ніжин;
З 11.10.1989 р. — старший науковий співробітник науково-дослідного сектора Ніжинського педагогічного інституту імені Миколи Гоголя (сьогодні Ніжинський державний університет імені Миколи Гоголя);
У 1990—1992 рр. — директор Центру науково-технічних послуг «Елементи та системи»  при Союзі науково-інженерних товариств СРСР (за сумісництвом);
З 31.03.1992 р. по 11.09.2013 р. — генеральний директор, старший науковий співробітник, науковий консультант ТОВ «Ніжинські лабораторії скануючих пристроїв»;
З 13.11.1996 р. по 15.08.1997 р. — голова правління ВАТ «Ніжинський механічний завод», 

## Роки навчання
На становлення В. І. Сидорова у різні роки вплинули: Бондаревська Ольга Дмитрівна — вихователька і вчителька української мови та літератури Полтавської обласної загальноосвітньої школи-інтернату № 2, пізніше, кандидат філологічних наук, доцент, декан філологічного факультету (1975—1996) Полтавського державного педагогічного інституту; Бондаревський Петро Карпович — учитель фізики й математики Полтавської обласної загальноосвітньої школи-інтернату № 2, пізніше, начальник управління культури Полтавської облдержадміністрації; Бабак Іван Ілліч — учитель хімії Полтавської обласної загальноосвітньої школи-інтернату № 2, ветеран другої світової війни, льотчик-винищувач, Герой Радянського Союзу, автор книги «Зірки на крилах»; Олексій Степанович Салашний — директор Полтавської обласної загальноосвітньої школи-інтернату № 2, заслужений працівник освіти; Демченко Ніна Артамонівна — викладач математики Київського суворовського військового училища (СВУ); Зиммер Софія Львівна — викладач військового перекладу (французька мова) Київського СВУ; Дерюгін Іван Костянтинович — капітан, викладач фізвиховання Київського СВУ, олімпійський чемпіон, заслужений майстер спорту; Мішин Василь Іванович — підполковник, викладач суспільствознавства Київського СВУ; Богачков Микола Іванович — підполковник, кандидат технічних наук старший викладач Київського вищого військового авіаційного інженерного училища (КВВАІУ); Ребрін Юрій Костянтинович — доктор технічних наук професор КВВАІУ. Роки навчання описані в автобіографічних етюдах «Проліски Інститутської гори», «Кадетські погони», «Там, де починається авіація» під загальною назвою «Кола дидактики» в книзі «Зваблення скіфа. Етюди».

## Переклади книг
Важливим творчим доробком В. І. Сидорова є перекладацька діяльність. Разом з іншими колегами перекладацького гурту, що склався у Києві в середині 1970-х, дякуючи подвижницькій роботі ентузіаста технічного перекладу кандидата технічних наук Богачкова Миколи Івановича, плідно працював над перекладом науково-технічних книг зарубіжних авторів у видавництві «МИР», зокрема, книг американського видавництва Academic Press. У технічному перекладі у рівній мірі згодились володіння іноземними мовами та знання спеціальних технічних дисциплін. Перекладач — автору не суперник, а в технічному перекладі і не співавтор. Перекладач уловлює свідоме і передає думку автора до останньої коми, зберігає точне значення оригіналу. чує напівсвідоме і тямує душу й серце автора.  На цих і подібних книгах зросло ціле покоління вітчизняних дослідників та інженерів, перекладацька діяльність також сприяла становленню вітчизняної науково-технічної думки і зближенню людей та країн. Три тома збірки «Досягнення в техніці передачі та відтворення зображень» під редакцією Кейзана згодом один за одним вийшли у московському видавництві «МИР»; пізніше у цьому ж видавництві по договору з американським видавництвом John Willy & Sons вийшов переклад за участю В. І. Сидорова книги «Електронні дисплеї» автора Сола Шера: 
- Достижения в технике передачи и воспроизведения изображений. Под ред. Кейзана Г. Том 2. / Перевод с англ. под ред. Богачкова Н. И. М: Мир. 1979. — 286 с.
- Достижения в технике передачи и воспроизведения изображений. Под ред. Кейзана Г. Том 3./ Перевод с англ. под ред. Богачкова Н. И. М: Мир. 1980. — 309 с.
- Шерр, Сол. Электронные дисплеи / Пер. с англ. под ред. Н. И. Богачкова. — М.: Мир, 1982. — 623 с.

## Наукові інтереси
Квантова електроніка, оптика, голографія, лазерна техніка, прилади та системи керування оптичним променем у просторі і часі (оптичні дефлектори), лазерна скануюча медична апаратура, прилади наукового фізичного експерименту, технології та обладнання відновлювальної енергетики, технології і конструкції безгреблевих гідроелектростанцій, зокрема, безгреблевих гідроелектростанцій на основі напівзанурених гідротурбін й безгреблевих гідроелектростанцій на основі занурених гідротурбін; технології та математичні моделі вітротурбінних гідроакумулювальних електростанцій й вітротурбінних гідроакумулювальних електростанцій на основі руслово-греблевої ГЕС;  технології та системи теплопостачання з відновлюваних джерел енергії, схеми побудови вітротурбінних теплоелектростанцій, у тому числі, багатосекційних вітротурбінних теплоелектростанцій, вітротурбінних систем енергопостачання зерносховищ, вітротурбінних систем енергопостачання теплиць, вітротурбінних систем енергопостачання фрукто-овочесховищ; технології та системи відновлюваної енергії нового покоління: молекулярні технології та системи відновлюваної енергії а також когерентні (лазерні) системи сонячної енергетики.

## Книги та статті
- Ребрин Ю. К., Сидоров В. И. Оптические дефлекторы. — Киев: Техніка, 1988. — 136 с.
- Ребрин Ю. К., Сидоров В. И. Оптико-механические и голографические дефлекторы / Итоги науки и техники. Сер. Радиотехника. — М.:ВИНИТИ, 1992. — 252 с.
- Ребрин Ю. К., Сидоров В. И. Пьезоэлектрические многоэлементные устройства управления оптическим лучом. — К.: КВВАИУ, 1987. — 104 с.
- Ребрин Ю. К., Сидоров В. И. Голографические устройства управления оптическим лучом. — К.: КВВАИУ, 1986. — 124 с.
- Сидоров В. І. Технології гідро- та вітроенергетики. — Черкаси: Вертикаль, видавець Кандич С. Г., 2016. — 166 с.
- Сидоров, В. І. Молекулярна енергетика. Теорія та технічні рішення. — Черкаси: Вертикаль, видавець Кандич С. Г., 2020. — 486 с. ISBN 978-617-7475-79-7
- Сидоров В. І. , Вивільнення та концентрація відновлюваної енергії, Черкаси: Вертикаль, видавець Кандич С. Г., 2024, 476 с., ISBN 978-617-7957-21-7.
- Сидоров В. І. Вітротурбінні технології гідроакумулювання / Промислова електроенергетика та електротехніка. — 2016. — № 6 (102). — с.  14-24
- Сидоров В. І. Безгреблеві гідроелектростанції на основі занурених та напівзанурених гідротурбін / Промислова електроенергетика та електротехніка. — 2017. — № 3 (105). — с. 18-26.
- Сидоров В. І. Вітрові теплоелектростанції / Промислова електроенергетика та електротехніка. — 2018. — № 1. — С. 28–36.
- Сидоров В. І. Від макроскопічних до молекулярних технологій відновлюваної енергії / Промислова електроенергетика та електротехніка. — 2018. — № 3. — С. 34–42.

## Публіцистика
- Сидоров В. І. У пошуках острова скарбів. Тактика бізнесу: практ. порадник. — Ніжин: Аспект-Поліграф, 2006. — 51 с.
- Сидоров В. І. Європа нова — Україна молода: Стратегії інновацій. — Ніжин: Аспект-Поліграф, 2007. — 68 с.
- Сидоров В. І. Зваблення скіфа. Етюди / Черкаси: Вертикаль. Видавець Кандич С. Г.  2016. — 316 с.